# The Smuggler
The Smuggler er en amerikansk stumfilm fra 1911.

## Medvirkende
- William Garwood
- Florence La Badie
- Harry Benham